# Molophilus plagiatus
Molophilus plagiatus är en tvåvingeart som beskrevs av Alexander 1922. Molophilus plagiatus ingår i släktet Molophilus och familjen småharkrankar. Inga underarter finns listade i Catalogue of Life.